# Al-Shatibi
Al-Shatibi (en àrab: الشاطبي) és un barri de la ciutat d'Alexandria, Egipte.

## Ubicació
El barri se situa al nord de la ciutat, sent un barri eminentment marítim al estar tocant la mar Mediterrània. Per l'est té el petit golf de al-Mina. La principal vía de comunicació és la carretera al-Gaish que rodeja tot el golf fins a les platges del Mediterrani, connectant tot el barri per la zona pel nord i la carretera canal de Suez, que parteix el barri en dos perpendicularment al mar.
La part zona del nord, destaca l'espigó amb els canons de defensa i per tots els equipaments culturals, com la Bibliotheca Alexandrina, construïda l'any 2002 per l'estudi noruec Snøhetta i els diferents facultats de la Universitat d'Alexandria i l'edifici històric del Collège Saint Marc, construït entre l'any 1926 i 1928 amb una superfície de més de 35.000m². Actualment forma part de La Salle.
A la zona central s'hi troba el Temple de Ras Soda, dedicat a la divinitat Isis i diverses zones verdes com parcs i jardins.
Al límit del barri pel sud, destaca el gran nombre de cementiris que hi ha, separats per religions, com el cementiri jueu, ortodox grec i ortodox copte, a més d'un cementiri-memorial dels soldats caiguts durant la Primera Guerra Mundial, incloent també els cossos que es van trobar durant les excavacions arqueològiques a realitzades als inicis de 2000 a l'Illa Nelson, enterrant-hi els soldats i civils britànics trobats dos-cents anys després.

## Equipaments

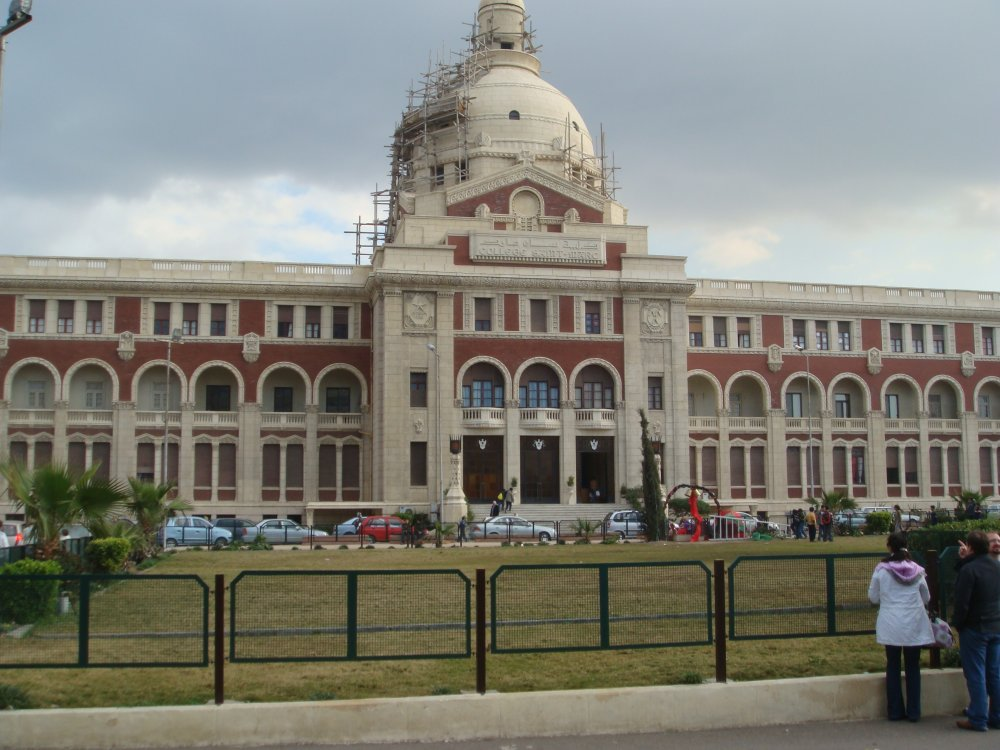
Façana principal del Collège Saint Marc.

### Educació
- Universitat d'Alexandria
  - Facultat d'agricultura
  - Facultat d'enginyeria
  - Facultat d'art
  - Facultat de comerç
  - Facultat de dret
- Al-Nasr.
- Collège Saint Marc.
- Lycée Français d'Alexandrie.

### Lleure

Entrada de la Bibliotheca Alexandrina.

- Bibliotheca Alexandrina
- Teatre Liceu al-Horreya
- Teatre Bayram al-Tunisi

### Religió
- Església de Teodor el General
- Església de sant Jordi Màrtir
- Cementiri memorial de la Primera Guerra Mundial

### Altres
- Hospital d'al-Shatibi
- Hospital Andalusia

## Zones verdes

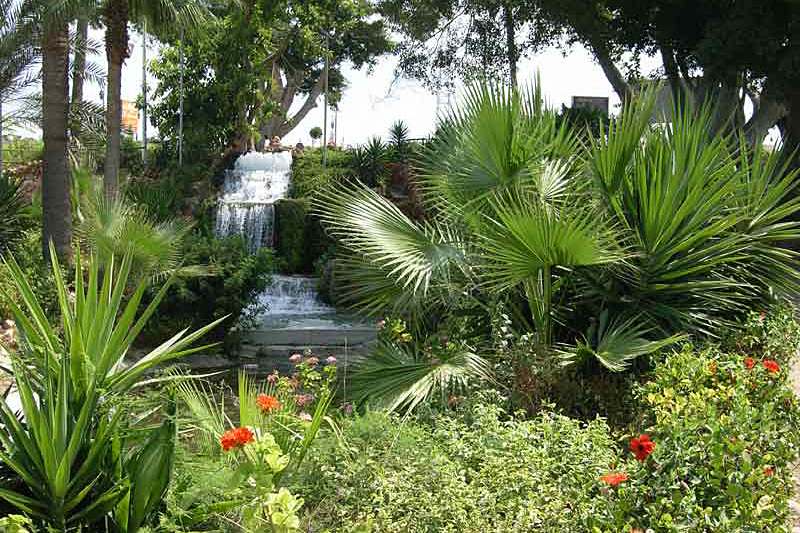
Zona verda dels Jardins Shalalat, al centre del barri.

- Jardins Shalalat
- Plaça de Khartum

## Patrimoni històric
- Monument Les Veles
- Temple de Ras Soda, dedicat a la divinitat Isis.
- Tombes jueves